# Культура Кукутень
Культу́ра Кукуте́нь (Кукутени, рум. Cultura Cucuteni, укр. Кукутені культура) — археологическая культура энеолита (ок. 4600—3500 до н. э.) на территории региона Западная Молдавия и прилегающей части Трансильвании в Румынии, родственная трипольской культуре на территории Молдавии, лесостепи и степей Украины от долины реки Днепр и западнее. Входит в археологическую общность культура Триполье-Кукутень. Получила своё название от села Кукутень жудеца Яссы в Румынии, где еще в конце XIX было исследовано поселение этой культуры Кукутень. Сформировалась к середине 5-го тысячелетия до н. э. на основе культуры Прекукутень в восточном Прикарпатье и верховьях реки Олт (Прекукутень 1, 5050—4950 до н. э.) на основе ряда неолитических традиций востока Дунайско-Карпатского региона.

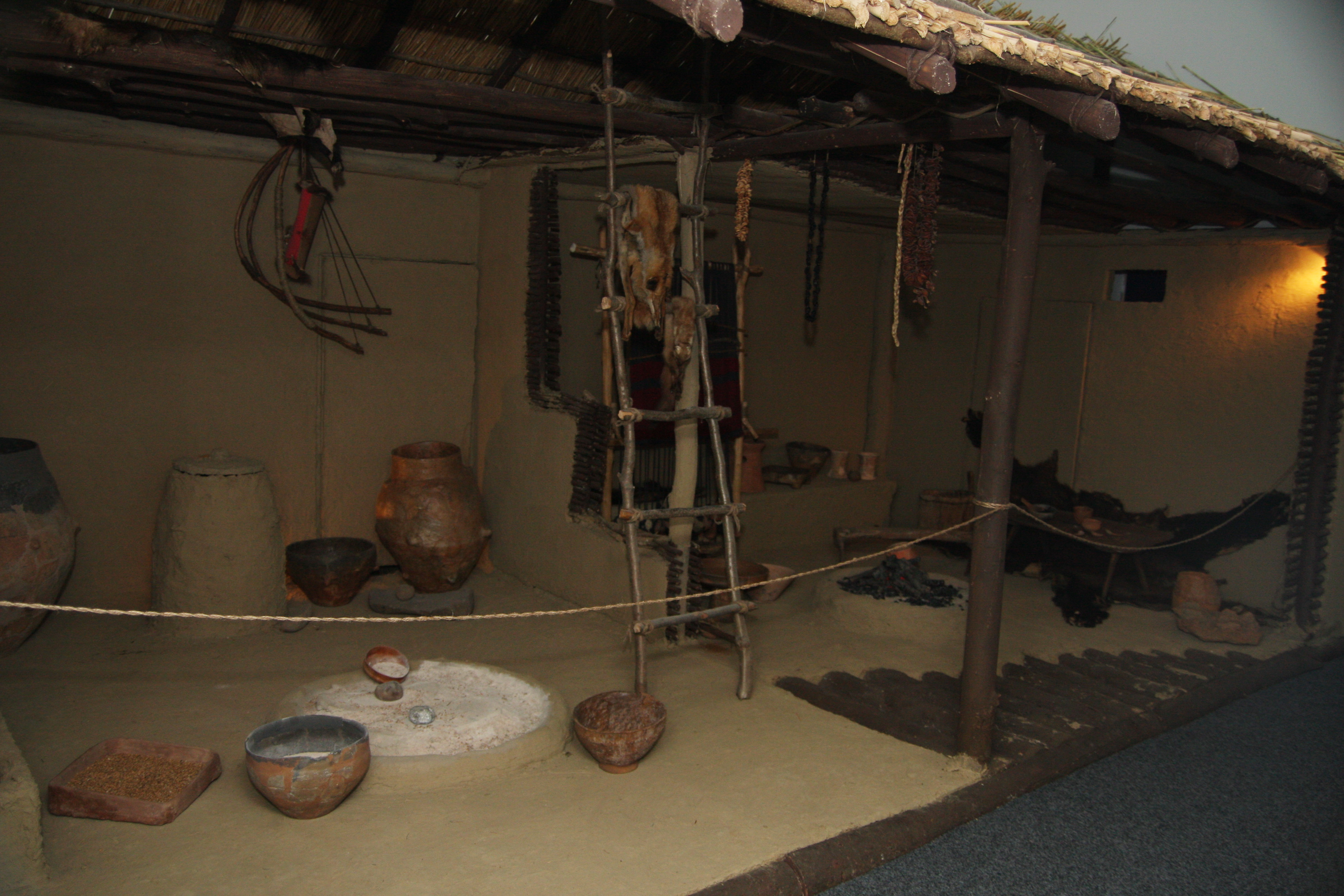
Реконструкция жилища культуры Кукутень в Музее истории и археологии в Пьятра-Нямц

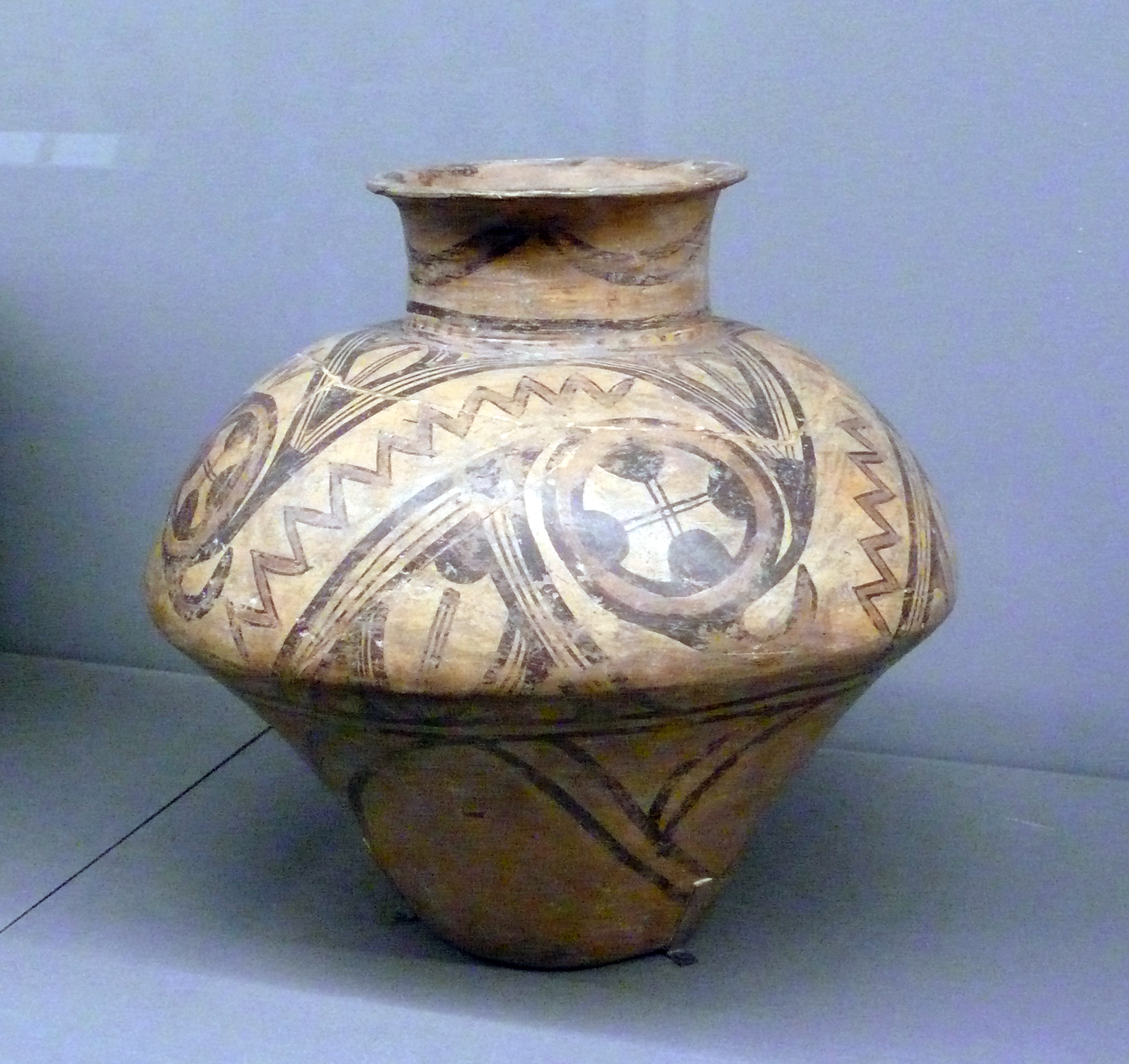
Керамический сосуд фазы Кукутень В. Национальный музей истории Румынии в Бухаресте

В период Прекукутень 2—3 — Триполье А культура Триполье-Кукутень распространилась до Поднестровья, части Южного Побужья; складываются локальные группы. Период Кукутень А, Кукутень АВ, Триполье В — период расцвета, ареал расширяется до Поднепровья. К концу этапа Кукутень А в ареале культуры происходят серьезные события, в результате которых резко уменьшается количество памятников, особенно в западной части ареала. По Джеймсу Мэллори наступают так называемые балканские «тёмные века». Период Кукутень В и Триполье С1 — начало упадка, перехода к бронзовому веку на фоне аридизации климата (уменьшения влажности).
Известно около 3000 селищ, расположенных вблизи источников воды, некоторые имели оборонительные рвы. Прямоугольные (до 200 квадратных метров) многокамерные глинобитные на каркасе дома (на поселении Кукутень использован известняк, из которого сложены основания домов), часть помещений служила для жилья, другая — кладовыми. Иногда фиксируют два уровня полов — остатки двухэтажных построек или имеющих чердак. Керамика с углублённым прокрашенным орнаментом на начальных фазах позднее сменяется красно-белой и красно-бело-чёрной (AB, B1), затем — чёрной (B2-B3) росписью; основные мотивы — меандр, спираль, круги, иногда — изображения людей или животных. Многочисленны глиняные статуэтки женщин (в том числе богато орнаментированные), животных. Медь получали с Балканского полуострова. Среди находок — сельскохозяйственные орудия, свидетельства ткачества, деревообработки, плетения, выделки шкур. В основе хозяйства земледелие (пшеница, ячмень) и животноводство (крупный рогатый скот, овцы, козы, свиньи), охота, рыболовство; на поздних фазах возрастает значение животноводства. Культура Кукутень сменяется культурой Городиштя-Фолтешти, близкой поздней трипольской культуре Триполье С2 (3200/3150—2650 до н. э.).

## Периодизация

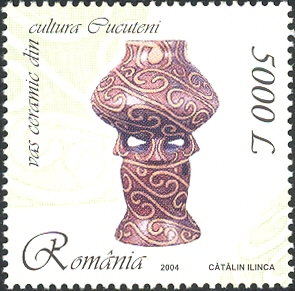
Керамическая ваза культуры Кукутень на румынской почтовой марке

Сформировалась на основе культуры Прекукутень. Выделяются фазы культуры Прекукутень:
- Прекукутень 1 (5050—4950 до н. э.[7])
- Прекукутень 2 (4950—4750 до н. э.[7])
- Прекукутень 3 (4750—4600/4550 до н. э.[7])

Выделяются фазы культуры Кукутень (с внутренним подразделением): Кукутень A (A1–A4), Кукутень AB (AB1–AB2), Кукутень B (B1–B3):
- Кукутень А (4600/4550–4050 гг. до н. э.[7])
  - Кукутень А1 (4600—4550 гг. до н. э.[7])
  - Кукутень А2 (4550—4300 гг. до н. э.[7])
  - Кукутень А3 (4300—4150 гг. до н. э.[7])
  - Кукутень А4 (4150—4050 гг. до н. э.[7])
- Кукутень АВ (4050—3775 гг. до н. э.[7])
- Кукутень В (3775—3500 гг. до н. э.[7])